# (528219) 2008 KV42
2008 KV42, anomenat també Drac (que ve de Dràcula), és un objecte transneptunià orbitant el sol en moviment retrògrad (cap enrere) i gairebé perpendicular a l'eclíptica: té una inclinació de 104 graus. Aquesta estranya òrbita suggereix que 2008 KV42 pot haver estat pertorbat cap a l'interior des del núvol d'Oort. Es creu que els cometes procedeixen del núvol d'Oort i aquest descobriment podria finalment mostrar la forma en què la transició del núvol d'Oort pot esdevenir objectes com el cometa de Halley. 2008 KV42 és només 1 dels 5 objectes coneguts en tenir i>60 i q>15UA (objectes HiHq).